# Biff Elliot
Biff Elliot (* 26. Juli 1923 in Lynn, Massachusetts; † 15. August 2012; eigentlich Leon Shalek) war ein US-amerikanischer Filmschauspieler.

## Leben
Elliot, Sohn eines Unternehmers, besuchte die High School in Presque Isle und begann anschließend im Juni 1941 ein Studium an der University of Maine. Dieses unterbrach er im Februar 1943, um als Soldat der 34. US-Infanteriedivision am Zweiten Weltkrieg teilzunehmen. In der Folgezeit leistete er seinen Militärdienst in Italien und wurde zuletzt zum Sergeant befördert. Nach Kriegsende nahm er sein Studium an der University of Maine wieder auf, das er 1949 abschloss. Im Anschluss arbeitete er als Journalist und Autor von Kurzgeschichten und Artikeln für Zeitschriften in New York City.
1951 gab er sein schauspielerisches Debüt in der Folge „Western Night“ der Fernsehserie Lights Out. 1953 spielte er die Hauptrolle des „Mike Hammer“ in Der Richter bin ich, der unter der Regie von Harry Essex entstandenen ersten Verfilmung eines Mike Hammer-Romans von Mickey Spillane. Der Film fiel jedoch bei der Kritik durch und insbesondere Hauptdarsteller Elliot wurde als Fehlbesetzung angesehen, da er einfach zu jugendlich und nicht hart genug aussah.
In den folgenden dreißig Jahren spielte Elliot Nebenrollen in über siebzig Filmen und Fernsehserien wie Duell im Atlantik (1957), Opa kann’s nicht lassen (1971) oder Extrablatt (1974).

## Filmografie (Auswahl)
- 1950–1951: Lights Out (Fernsehserie)
- 1953: Der Richter bin ich (I, the Jury)
- 1955: Guten Morgen, Miss Fink (Good Morning, Miss Dove)
- 1956: Feuertaufe (Between Heaven and Hell)
- 1957: Duell im Atlantik (The Enemy Below)
- 1957: Rächer der Enterbten (The True Story of Jesse James)
- 1959: Perry Mason (Fernsehserie, Folge The Case of the Lame Canary)
- 1959: Sensation auf Seite 1 (The Story on Page One)
- 1959: Mit Blut geschrieben (Pork Chop Hill)
- 1960–1961: Alfred Hitchcock Presents (Fernsehserie, 5 Folgen)
- 1961/1962: 77 Sunset Strip (Fernsehserie, 2 Folgen)
- 1964: Die Seaview – In geheimer Mission (Fernsehserie, Folge The Blizzard Makers)
- 1966: Der Schrecken aus der Meerestiefe (Destination Inner Space)
- 1966: Verhängnisvolle Fracht (The Navy vs. The Night Monsters)
- 1967: Raumschiff Enterprise (Star Trek; Fernsehserie, Folge The Devil in the Dark)
- 1967–1972: Kobra, übernehmen Sie (Mission: Impossible; Fernsehserie, 4 Folgen)
- 1971: Opa kann’s nicht lassen (Kotch)
- 1971: The Day of the Wolves
- 1972: Bonanza (Fernsehserie, Folge The Initiation)
- 1974: Die Straßen von San Francisco (The Streets of San Francisco; Fernsehserie, Folge Inferno)
- 1974: Planet der Affen (Planet of the Apes; Fernsehserie, 2 Folgen)
- 1974: Extrablatt (The Front Page)
- 1977: Beyond Reason
- 1980: Küß’ ihn nicht beim ersten Date (Portrait of an Escort, Fernsehfilm)
- 1986: That’s Life! So ist das Leben (That‘s Life!)
- 1986: Der Mann vom anderen Stern (Starman; Fernsehserie, Folge Best Buddies)